# Athens Trophy 1986
Athens Trophy 1986 — жіночий тенісний турнір, що проходив на відкритих кортах з ґрунтовим покриттям в Афінах (Греція). Належав до Світової чемпіонської серії Вірджинії Слімс 1986. Турнір відбувся вперше і тривав з 15 до 21 вересня 1986 року. Сільвія Ганіка здобула титул в одиночному розряді.

## Фінальна частина

### Одиночний розряд
Сільвія Ганіка —  Ангелікі Канеллопулу 7–5, 6–0
- Для Ганіки це був єдиний титул за сезон і 3-й — за кар'єру.

### Парний розряд
Ізабель Куето /  Аранча Санчес —  Зілке Маєр /  Вілтруд Пробст 4–6, 6–2, 6–4
- Для Куето це був єдиний титул за сезон і 1-й — за кар'єру. Для Санчес це був єдиний титул за сезон і 1-й — за кар'єру.